# ФК Рексем
Фудбалски клуб Рексем (вел. Clwb Pêl-droed Wrecsam, енгл. Wrexham Association Football Club) професионални је велшки фудбалски клуб из Рексема. Основан је 1864. године, најстарији је фудбалски клуб у Велсу и трећи најстарији професионални фудбалски клуб у свету. Тренутно се такмичи у Чемпионшипу, другом рангу такмичења, након што је у сезони 2024/25. као другопласирани у Првој фудбалској лиги Енглеске обезбедио пласман у виши ранг.
Клуб је од 2008. до 2023. провео 15 узастопних сезона играјући у Националној лиги Енглеске, петом рангу, док у сезони 2022/23. није обезбедио пласман у виши ранг, Другу фудбалску лигу Енглеске. У наредне две сезоне Рексем је обезбедио два узастопна пласмана у виши ранг, прво 2024. у Прву фудбалску лигу, а затим 2025. у Чемпионшип, други ранг такмичења.
Своје домаће утакмице игра на стадиону Рејскорс граунд, капацитета 13.341 седећих места. Иако је највећи део клупске историје провео играјући у нижим лигама енглеског фудбалског система, Рексем је одиграо 8 сезона у УЕФА Купу победника купова, где је место обезбеђивао освајајући Куп Велса.
Куповина клуба 2020. од стране америчког глумца Рајана Рејнолдса и канадског глумца Роба Макелхенија и пратећи публицитет од документарне серије Welcome to Wrexham имали су значајан утицај на видљивост клуба, што је довело до стицања глобалне базе навијача, без преседана за клуб који је тада био у петом рангу такмичења.

## Историја
Клуб су октобра 1864. основали чланови крикет клуба Рексем (Wrexham Cricket Club), који су желели имати додатну спортску активност за зимске месеце. Тиме је Рексем (након Шефилда, Креј вондерерса, Халама и Нотс каунтија) пети најстарији фудбалски клуб, трећи најстарији професионални фудбалски клуб (након Нотс каунтија и Стоук Ситија) и најстарији фудбалски клуб у Велсу. Прву утакмицу одиграо је 22. октобра 1864. против Prince of Wales Fire Brigade.
Клуб је у својим првим годинама играо само пријатељске утакмице, док је прве такмичарске утакмице имао 1877. у Купу Велса, који је у сезони 1877/78. први пут одржан. Рексем је освојио трофеј у тој инаугурационој сезони Купа Велса. Године 1883. је забележио и први наступ у енглеском ФА купу.
Године 1890. придружио се Комбинејшн лиги (The Combination), где су углавном играли клубови из Северозападне Енглеске и Велса. Прву утакмицу у овој лиги одиграо је 6. септембра 1890. против Гортон Виле. У сезони 1894/95. прелази у Велшку лигу, али се убрзо након тога враћа у Комбинејшн и ту остаје до 1905. године. Године 1905. постаје члан Бирмингем енд дистрикт лиге, где је остао све док 1921. није постао оснивачки члан Треће дивизије Север. 
Провео је наредних 37 година у Трећој дивизији Север, све док није 1958. премештен у реорганизовану Трећу дивизију, одакле је након две године испао у нижи ранг. Рексем је 1961/62. у Четвртој дивизији обезбедио пласман у виши ранг, али је поново након две године испао из Треће дивизије. Године 1970. вратио се у Трећу дивизију, а у сезони 1977/78. осваја титулу Треће дивизије и по први пут обезбеђује пласман у Другу дивизију. Два узастопна испадања вратила су га до 1983. у Четврту дивизију, где је остао све до повратка у Другу дивизију 1993. године. Након девет сезона у Другој дивизији испао је у нижи ранг 2002, али је обезбедио брз повратак у сезони 2002/03. Уследили су финансијски проблеми који су довели до испадања у сезони 2003/04. и клуб је децембра 2004. због немогућности да покрије нагомилане дугове ушао у администрацију. Клубу је требало 18 месеци да изађе из администрације, али се резултатски пад клуба наставио и до 2008. је завршио у енглеској петој лиги.
Рексем је након тога деценију и по првео у петом лигашком рангу, Националној лиги. У том периоду пет пута је играо плеј-оф за пласман у виши ранг, али је сваки пут био неуспешан. Коначно, у сезони 2022/23. освојио је титулу Националне лиге и вратио се у Другу фудбалску лигу Енглеске. У наредне две сезоне Рексем је обезбедио два узастопна пласмана у виши ранг, прво 2024. као другопласирани Друге фудбалске лиге у Прву фудбалску лигу, а затим 2025. као другопласирани Прве фудбалске лиге у Чемпионшип, други ранг такмичења, где се вратио по први пут од 2004. године.

## Успеси

### Лигашки
- Трећа дивизија / Прва фудбалска лига  (трећи ниво енглеског фудбала)
  - Првак (1) : 1977/78.
  - Друго место (2) : 1932/33, 2024/25.
- Четврта дивизија / Друга фудбалска лига  (четврти ниво енглеског фудбала)
  - Првак (3) : 1969/70, 1992/93, 2023/24.
  - Друго место (2) : 1961/62, 2002/03.
- Национална фудбалска лига  (пети ниво енглеског фудбала)
  - Првак (1) : 2022/23.
  - Друго место (2) : 2011/12, 2021/22.
- Комбинејшн (рани дани фудбала у Енглеској)
  - Првак (4) :  1900/01, 1901/02, 1902/03, 1904/05.
- Велшка сениорска лига (рани дани фудбала у Енглеској)
  - Првак (2) : 1894/95, 1895/96.

### Куп
- Трофеј Фудбалске лиге
  - Освајач (1) : 2004/05.
- Трофеј Фудбалског савеза Енглеске
  - Освајач (1) : 2012/13.
  - Финалиста (2) : 2014/15, 2021/22.
- Премијер куп Фудбалског савеза Велса
  - Освајач (5) : 1997/98, 1999/00, 2000/01, 2002/03, 2003/04. (рекорд)
- Куп Велса
  - Освајач (23) : 1877/78, 1882/83, 1892/93, 1896/97, 1902/03, 1904/05, 1908/09, 1909/10, 1910/11, 1913/14, 1914/15, 1920/21, 1923/24, 1924/25, 1930/31, 1956/57, 1957/58, 1959/60, 1971/72, 1974/75, 1977/78, 1985/86, 1994/95. (рекорд)

## Рексем у европским такмичењима
| Сезона   | Такмичење            | Коло          | Држава                                           | Клуб               | Укупан резултат | 1. утакмица | 2. утакмица |
| -------- | -------------------- | ------------- | ------------------------------------------------ | ------------------ | --------------- | ----------- | ----------- |
| 1972/73. | Куп победника купова | 1. коло       | Швајцарска                                       | Цирих              | 3:2             | 1:1 (Г)     | 2:1 (Д)     |
| 1972/73. | Куп победника купова | Осмина финала | Социјалистичка Федеративна Република Југославија | Хајдук Сплит       | 3:3 гг          | 3:1 (Д)     | 0:2 (Г)     |
| 1975/76. | Куп победника купова | 1. коло       | Шведска                                          | Јургорден          | 3:2             | 2:1 (Д)     | 1:1 (Г)     |
| 1975/76. | Куп победника купова | Осмина финала | Пољска                                           | Стал Жешов         | 3:1             | 2:0 (Д)     | 1:1 (Г)     |
| 1975/76. | Куп победника купова | Четвртфинале  | Белгија                                          | Андерлехт          | 1:2             | 0:1 (Г)     | 1:1 (Д)     |
| 1978/79. | Куп победника купова | 1. коло       | Социјалистичка Федеративна Република Југославија | Ријека             | 2:3             | 0:3 (Г)     | 2:0 (Д)     |
| 1979/80. | Куп победника купова | 1. коло       | Њемачка                                          | Магдебург          | 5:7             | 3:2 (Д)     | 2:5 пп (Г)  |
| 1984/85. | Куп победника купова | 1. коло       | Португалија                                      | Порто              | 4:4 гг          | 1:0 (Д)     | 3:4 (Г)     |
| 1984/85. | Куп победника купова | Осмина финала | Италија                                          | Рома               | 0:3             | 0:2 (Г)     | 0:1 (Д)     |
| 1986/87. | Куп победника купова | 1. коло       | Малта                                            | Зурик              | 7:0             | 3:0 (Г)     | 4:0 (Д)     |
| 1986/87. | Куп победника купова | Осмина финала | Шпанија                                          | Реал Сарагоса      | 2:2 гг          | 0:0 (Г)     | 2:2 пп (Д)  |
| 1990/91. | Куп победника купова | 1. коло       | Данска                                           | Лингби             | 1:0             | 0:0 (Д)     | 1:0 (Г)     |
| 1990/91. | Куп победника купова | Осмина финала | Енглеска                                         | Манчестер јунајтед | 0:5             | 0:3 (Г)     | 0:2 (Д)     |
| 1995/96. | Куп победника купова | Квалификације | Румунија                                         | Петролул Плоешти   | 0:1             | 0:0 (Д)     | 0:1 (Г)     |

 Д = Домаћин, Г = Гост .